# Chloroclysta psittacata
Chloroclysta psittacata är en fjärilsart som beskrevs av Jacob Hübner 1796. Chloroclysta psittacata ingår i släktet Chloroclysta och familjen mätare. Inga underarter finns listade i Catalogue of Life.